# NRU
El reactor National Research Universal (NRU) gestionado por Atomic Energy of Canada Limited es un reactor de investigación que todavía está considerado como uno de los mejores del mundo por su versatilidad y alto flujo de neutrones. Genera alrededor del 60% de la producción mundial de molibdeno-99, un isótopo críticos utilizado para diagnósticos médicos, así como otros radioisótopos.

## Historia
El diseño del reactor NRU se inició en 1949 y alcanzó su criticidad en 1957. Diseñado como un reactor de 200MW térmicos, está autorizado para funcionar a niveles de hasta 135MWt. El gran espacio de irradiación del reactor ha constituido un importante factor para la prueba de haces de combustible y de componentes de canalización del combustible para los reactores CANDU, La unidad se utiliza para investigación de combustibles para reactores, materiales y componentes y el centro de investigación de rayos de neutrones en Canadá. Diseñado inicialmente para funcionar con Uranio natural, se adaptó para utilizar uranio altamente enriquecido en 1964 y se volvió a adaptar de nuevo en 1991 para funcionar con uranio de bajo enriquecimiento.
El 24 de mayo de 1958 el NRU sufrió su peor accidente. Una barra de combustible de uranio defectuosa se incendió y se partió en dos cuando estaba siendo retirada del núcleo, debido a un enfriamiento inadecuado. El fuego se apagó, pero no sin que antes se liberase una cantidad apreciable de productos de combustión radioactivos que contaminaron el interior del edificio del reactor y, en menor grado, el área que rodea el emplazamiento del laboratorio.
El 1996, la AECL informó a la Canadian Nuclear Safety Commission (que entonces se conocía como la Atomic Energy Control Board), que el funcionamiento del reactor NRU se suspendería después del 31 de diciembre de 2005. Se esperaba que la Canadian Neutron Facility (CNF) sustituyera la capacidad de investigación del NRU. Sin embargo la CNF no está preparada para sustituir el NRU. En 2003, AECL avisó al CNSC que tenían la intención de mantener funcionando el reactor NRU después de diciembre de 2005.